# Огонёк

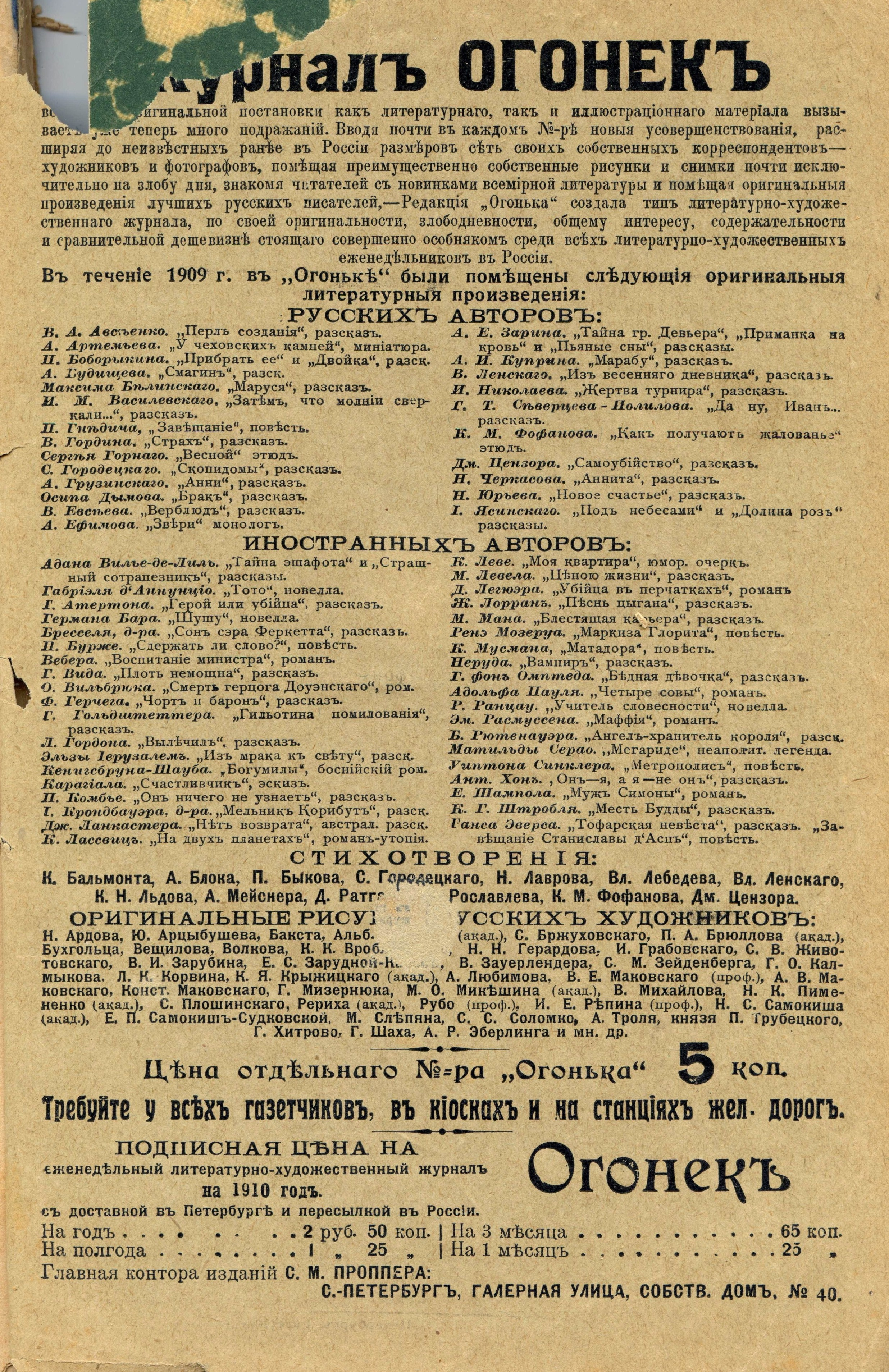
Объявление о подписке на журнал на 1911 год

«Огонёк» — российский и советский общественно-политический и литературно-художественный иллюстрированный еженедельный журнал.
Журнал издавался с 1879 года разными издателями, выходил в Москве в советское время с 1923 года по 2021 год. В советский период тираж издания достигал нескольких миллионов экземпляров. По состоянию на 2017 год тираж журнала составлял около 80 000 экземпляров. 21 декабря 2020 года было объявлено о прекращении публикации печатной версии.

## История

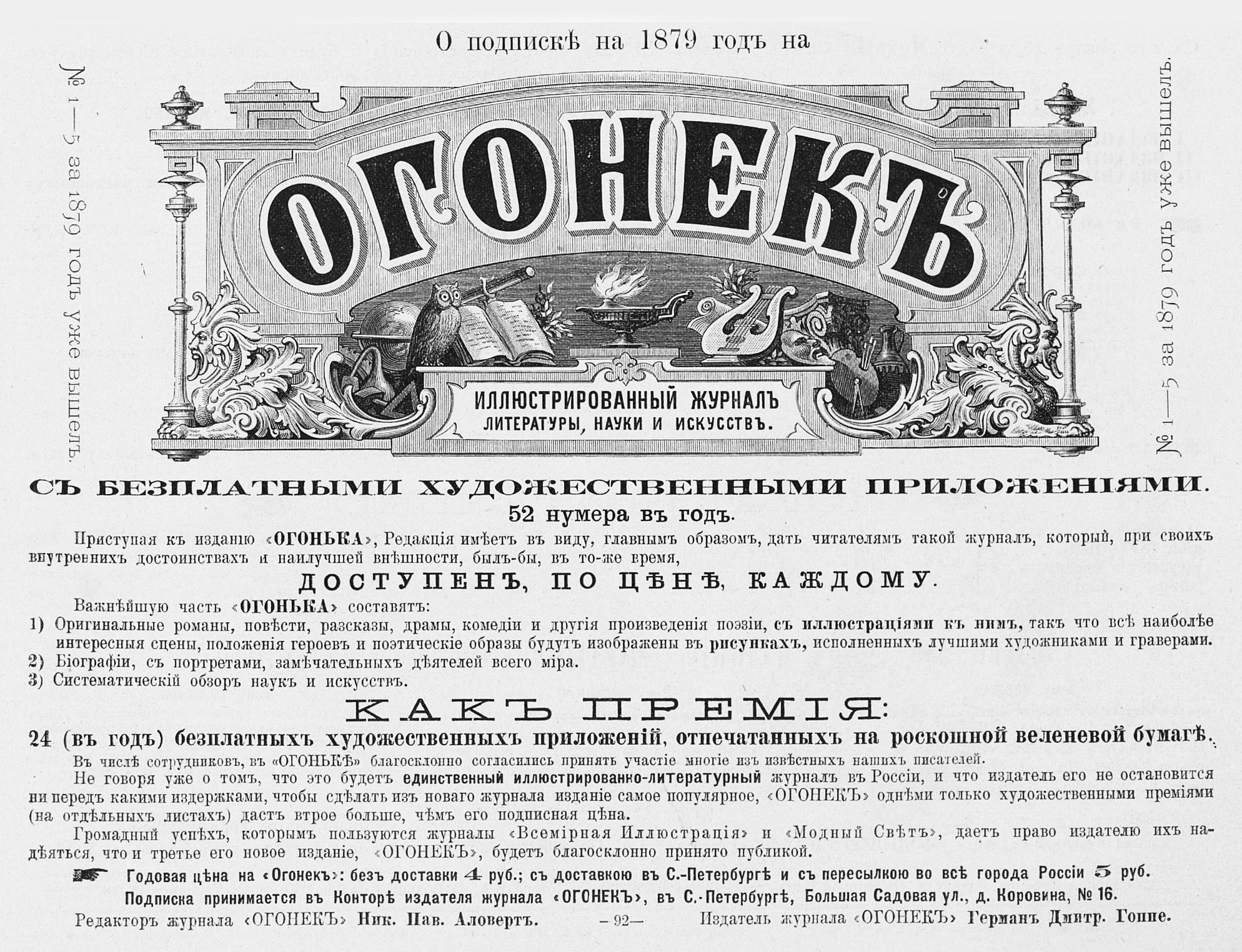
Анонс журнала «Огонёк» на 1879-й год. Еженедельник «Всемирная иллюстрация»

Первый номер иллюстрированного журнала литературы, науки и искусств «Огонёк» вышел в свет в Санкт-Петербурге в январе 1879 года в издательстве Г. Д. Гоппе (редактор Н. П. Аловерт). Журнал издавался до 1883 года, 9 декабря (21 декабря по новому стилю) 1899 года журнал был возобновлён издателем Станиславом Максимилиановичем Проппером как еженедельное иллюстрированное литературно‑художественное приложение к газете «Биржевые ведомости». С 1908 года выходил на 20 страницах. В 1918 году выпуск журнала прекратился и был возобновлён стараниями Михаила Кольцова в 1923 году.
До 1930 года — еженедельник, с 1931 года и до середины 1941 года новый номер выходил каждую декаду (три раза в месяц), с началом войны — вновь еженедельник. В 1925—1991 годах выходили художественные и публицистические брошюры в серии «Библиотека „Огонёк“»; в 2008 году «Библиотека „Огонёк“» возобновилась и закончилась.
После ареста Кольцова в декабре 1938 года и закрытия основанного им «Журнально-газетного объединения» (до 1931 года — акционерного общества «Огонёк», учредителями которого были газета «Правда», «Крестьянская газета», издательство Комакадемии, АО «Снабжение Издательств»), издание журнала было продолжено издательством «Правда», в котором как приложение к журналу продолжила выходить «Библиотека „Огонька“».
В 1986 году главным редактором «Огонька» был назначен Виталий Коротич. Он так описывает тогдашнее состояние издания: «…был такой замшелый „Огонёк“, который лежал в парикмахерских, и редактором которого был человек с гнусной репутацией — Анатолий Софронов». В противовес советской журналистике с её идеологическими комментариями, Коротич начал давать в журнале как можно больше фактов и документов. Журнал печатал статьи на злободневные темы: о торговой мафии, рыночной экономике, развитии кооперативов, реформе исправительно-трудовых учреждений, проблемах культуры и так далее. Вместе с «Московскими новостями» Егора Яковлева «Огонёк» превратился в один из локомотивов гласности. В то же время с обложки исчез орден Ленина, а партийная организация журнала была распущена. Тираж журнала при Коротиче (1986—1991) вырос в три раза — с 1,5 до 4,5 миллионов.
В 1990 году учредителем журнала, ранее принадлежавшего издательству ЦК КПСС «Правда», стал трудовой коллектив «Огонька» во главе с Виталием Коротичем и Владимиром Вигилянским (председатель Совета трудового коллектива). В последующие годы журнал был акционирован и неоднократно менял владельцев.
В 1999 году входил в крупнейшую «медиагруппу Бориса Березовского», официально не объединённую в таковую (в алфавитном порядке):
- газеты: «Коммерсантъ», «Московская комсомолка», «Независимая газета», «Новые Известия», «Свежий номер»;
- журналы: «Автопилот», «Власть», «Деньги», «Домовой», «Огонёк»;
- радиостанцию «Наше радио»;
- телекомпании ОРТ (Первый канал) и МНВК (ТВ-6).

16 декабря 1999 года коллектив журнала «Огонёк» удостоен Благодарности Президента Российской Федерации.
В 2009 году журнал опять испытывал трудности в связи с убыточностью, в том году печатная версия журнала не выходила в течение почти пяти месяцев. 25 февраля 2009 года Виктор Лошак сказал в интервью Радио «Свобода»:

«Огонёк» в январе и феврале не выходил в связи с тем, что компания, которая им владеет, сама поменяла владельца. «Огонёк» плохо вписался в эту сделку. Теперь не понятно или не вполне понятно, кто станет новым владельцем журнала. Отсюда проблемы с выходом издания.
11 марта 2009 года «Огонёк» был куплен издательским домом «Коммерсантъ». С этого момента новое издательство начинает возрождать журнал. С 14 сентября того же года он начал выпускаться в своём классическом «увеличенном» формате. Страницам возвращена матовость. При этом, по словам Виктора Лошака, был сохранен прежний журналистский коллектив.
Тогда же издательский дом обещал полностью оцифровать знаменитый фотоархив «Огонька», однако эти планы не были реализованы.
21 декабря 2020 года издательский дом «Коммерсантъ» заявил о прекращении публикации печатной версии журнала и увольнении коллектива в связи с оптимизацией расходов.

## Главные редакторы
- Николай Аловерт (1879—1883)
- Иероним Ясинский (1899—1902)
- Станислав Проппер (1902—1905)
- Павел Милюков и Иосиф Гессен (1905)
- Владимир Бонди (1906)
- П. А. Васильев (1906—1912)
- Владимир Бонди (1912—1918)
- Михаил Кольцов (1923—1938)
- Иван Шамориков (1938—1940)
- Евгений Петров (1940—1942)[16]
- Исаак Ермашев (1942—1943) — и. о. главного редактора
- Михаил Добрынин (1944—1945)
- Алексей Сурков (1945—1953)[17][18]
- Анатолий Софронов (1953—1986)
- Виталий Коротич (1986—1991)
- Лев Гущин (1992—1997)
- Владимир Чернов (1998—2003)
- Владимир Умнов (2004—2005) — и. о. главного редактора
- Виктор Лошак (2003—2004 и 2005—2012)[19]
- Владислав Вдовин (2004—2005)
- Сергей Агафонов (с 2012 года)[20]

## Издательства
Журнал выпускали издательства:
- Издательство С. М. Проппера (1899—1918);
- Мосполиграф (1923—1926);
- «Огонёк» (1926—1931);
- Журнально-газетное объединение (1931—1938);
- «Правда» (1939—1991);
- «Пресса»» (1991—1994);
- «Огонёк» (1995—2000);
- Огонёк-пресс (2000—2003);
- ОВА-ПРЕСС (2003—2005);
- «Огонёк» (2005—2008);
- Коммерсантъ (2009—2020).

## Периодичность и количество выпусков
За 1899—2020 годы вышло 5724 номера «Огонька» (по данным редакции).
Фактическая периодичность по годам:
- 1899 — 4;
- 1900 — 49;
- 1901 — 48;
- 1902 — 49;
- 1903 — 50;
- 1904 — 49;
- 1905 — 44;
- 1906 — 26;
- 1907—1912 — 52;
- 1913 — 51;
- 1914—1916 — 52;
- 1917 — около 41;
- 1918 — 17;
- 1923 — 39;
- 1924 — 52;
- 1925 — 53;
- 1926—1929 — 52;
- 1930—1932 — 36;
- 1933 — 26;
- 1934 — 24;
- 1935—1940 — 36;
- 1941 — 38;
- 1942—2002 — 52;
- 2003 — 48;
- 2004—2008 — 52;
- 2009 — 32;
- 2010—2011 — 50;
- 2012 — 51;
- 2013—2015 — 50;
- 2016—2017 — 51;
- 2018 — 49;
- 2019 — 50.

В 2020 году журнал стал выходить счетверёнными номерами. Так, номера 35—38 были объединены в один номер 5610 (сентябрь 2020 года) тиражом 53 тысячи экземпляров, а номера 39—42 были объединены в номер 5611 (октябрь 2020 года) тиражом 53 тысячи экземпляров.

## Тираж
Средний тираж журнала в тысячах экземпляров за номер:
- 1923 — 42
- 1944 — 100
- 1986 — 1500—2000
- 1989 — 3200
- 1990 — 4600
- 1991 — 1800
- 1994 — 74
- 2010 — 61,3
- 2012 — 100
- 2013 — 80,7
- 2017 — 82,8 (№ 23)
- 2019 — 57,65 (№ 44)

## Издательские проекты

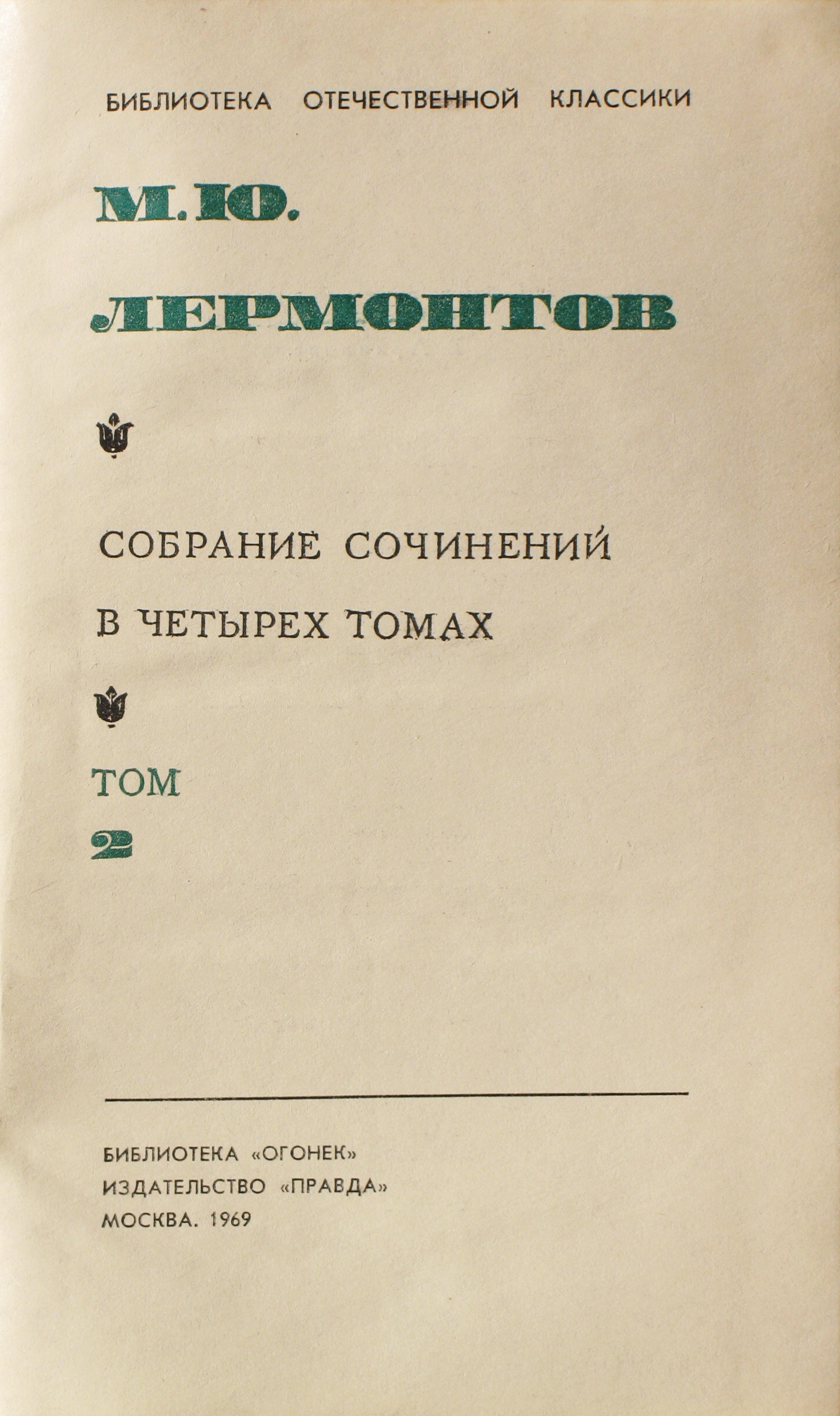
Титульный лист собрания сочинений Лермонтова в 4-х томах, 1969 год

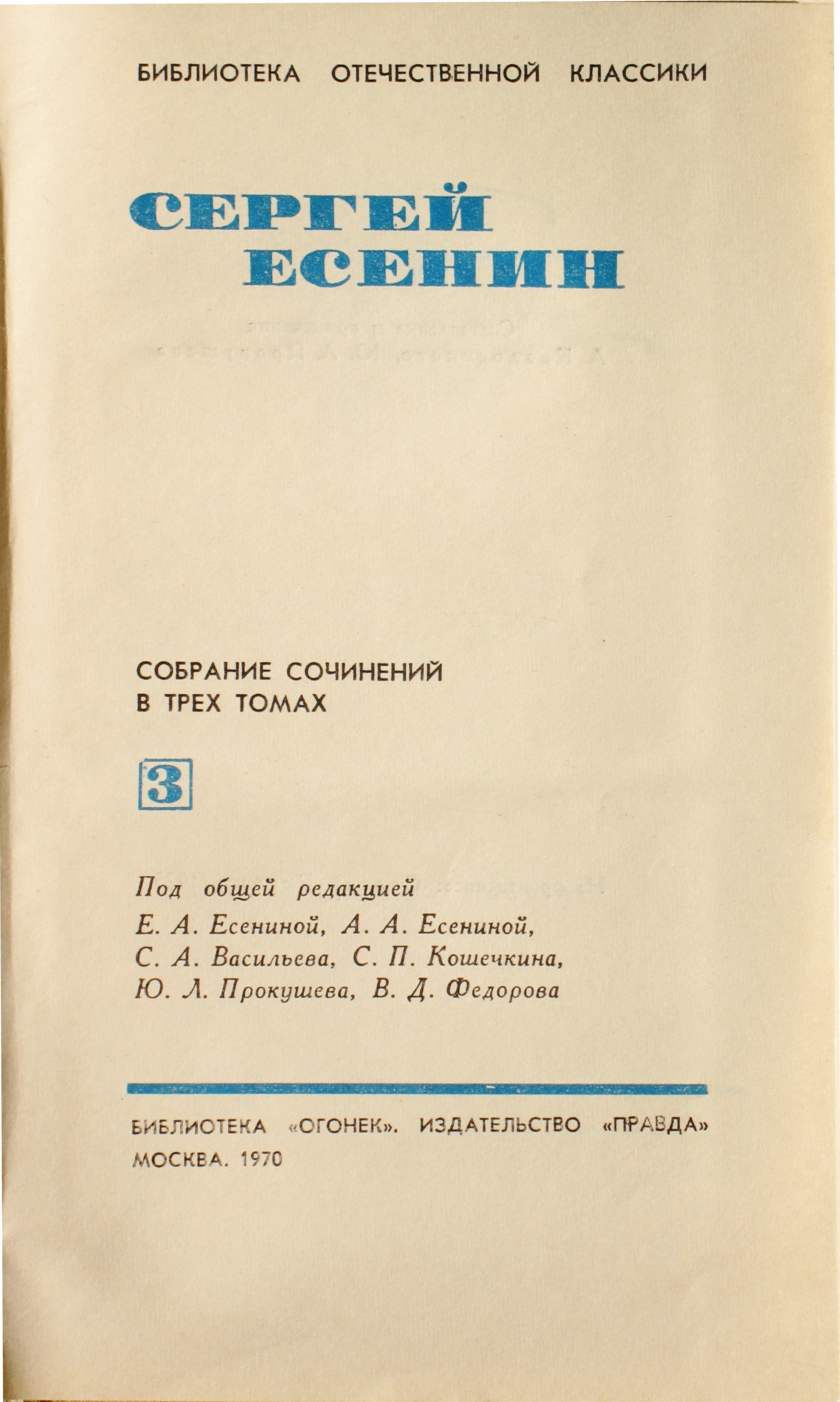
Титульный лист СС Сергея Есенина, 1970 год

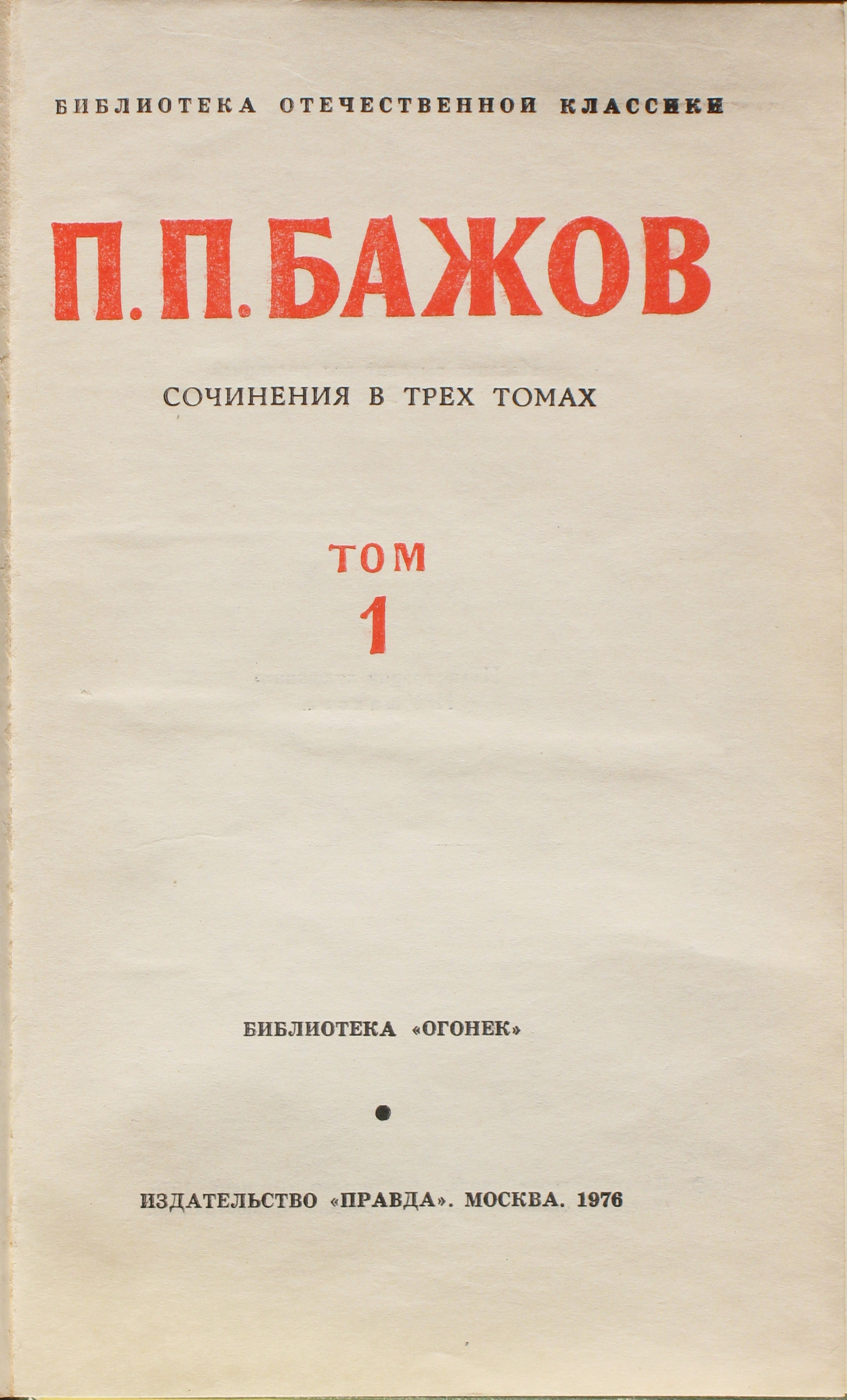
Сочинения Павла Бажова, 1976 год

- Библиотека «Огонёк»

| Год  | Авторы                             | N томов и их фото |
| ---- | ---------------------------------- | ----------------- |
| 1948 | Толстой Л. Н.                      | 12                |
| 1949 | Помяловский Н. М.                  | 1                 |
| 1949 | Тургенев И. С.                     | 11                |
| 1950 | Чехов А. П.                        | 12                |
| 1951 | Салтыков-Щедрин М. Е.              | 12                |
| 1952 | Гоголь Н. В.                       | 4                 |
| 1952 | Гончаров И.                        | 8                 |
| 1953 | Короленко В. Г.                    | 8                 |
| 1953 | Лермонтов М. Ю.                    | 4                 |
| 1954 | Некрасов Н.                        | 3                 |
| 1954 | Пушкин А. С.                       | 9                 |
| 1955 | Драйзер Т.                         | 12                |
| 1956 | Бунин И. А.                        | 5                 |
| 1956 | Крылов И. А.                       | 2                 |
| 1956 | Флобер Г.                          | 5                 |
| 1957 | Золя Э.                            | 18                |
| 1958 | Гашек Я.                           | 2                 |
| 1958 | Мамин-Сибиряк                      | 10                |
| 1958 | Мопассан Ги де                     | 12                |
| 1959 | Писемский А. Ф.                    | 9                 |
| 1959 | Стендаль                           | 15                |
| 1960 | Бальзак О. де                      | 24                |
| 1961 | Вересаев В. В.                     | 5                 |
| 1961 | Лондон Дж.                         | 14                |
| 1961 | Сервантес М. С.                    | 5                 |
| 1962 | Голсуорси Д.                       | 16                |
| 1962 | Шолохов М.                         | 8                 |
| 1963 | Мельников (Андрей Печерский) П. И. | 6                 |
| 1963 | Мериме П.                          | 6                 |
| 1963 | Новиков-Прибой А. С.               | 5                 |
| 1963 | Цвейг Ст.                          | 7                 |
| 1964 | Куприн А. И.                       | 9                 |
| 1964 | Уэллс Г.                           | 15                |
| 1965 | Грин А. С.                         | 6                 |
| 1965 | Доде А.                            | 7                 |
| 1965 | Малышкин А.                        | 2                 |
| 1965 | Синклер Л.                         | 9                 |
| 1966 | Аксаков С. Т.                      | 5                 |
| 1966 | Брет Гарт Г.                       | 6                 |
| 1966 | Гашек Я.                           | 5                 |
| 1966 | Дойл К.                            | 8                 |
| 1967 | Вишня О.                           | 3                 |
| 1967 | Гиляровский В. В.                  | 4                 |
| 1967 | Сергеев-Ценский С. Н.              | 12                |
| 1967 | Стивенсон Р. Л.                    | 5                 |
| 1968 | Гоголь Н. В.                       | 4                 |
| 1968 | Маяковский В. В.                   | 8                 |
| 1968 | Пушкин А. С.                       | 6                 |
| 1968 | Тургенев И. С.                     | 6                 |
| 1969 | Крылов И. А.                       | 2                 |
| 1969 | Лермонтов М. Ю.                    | 4                 |
| 1969 | Островский Н.                      | 3                 |
| 1969 | Толстой А. К.                      | 4                 |
| 1970 | Есенин С. А.                       | 3                 |
| 1970 | Чехов А. П.                        | 8                 |
| 1971 | Блок А.                            | 6                 |
| 1971 | Грибоедов А. С.                    | 2                 |
| 1971 | Дефо Д.                            | 1                 |
| 1971 | Короленко В. Г.                    | 6                 |
| 1971 | Макаренко А. С.                    | 5                 |
| 1971 | Флобер Г.                          | 4                 |
| 1972 | Гончаров И. А.                     | 6                 |
| 1972 | Гюго В.                            | 10                |
| 1972 | Толстой А. Н.                      | 8                 |
| 1973 | Драйзер Т.                         | 12                |
| 1973 | Лесков Н. С.                       | 6                 |
| 1973 | Маяковский В. В.                   | 6                 |
| 1974 | Роллан Р.                          | 9                 |
| 1974 | Чернышевский Н. Г.                 | 5                 |
| 1974 | Шишков В. Я.                       | 10                |
| 1975 | Войнич Э.-Л.                       | 3                 |
| 1975 | Герцен А. И.                       | 8                 |
| 1975 | Никитин И.                         | 2                 |
| 1975 | О. Генри                           | 3                 |
| 1975 | Шолохов М.                         | 8                 |
| 1976 | Бажов П. П.                        | 3                 |
| 1976 | Лондон Дж.                         | 13                |
| 1976 | Мельников (Андрей Печерский) П. И. | 8                 |
| 1977 | Есенин С.                          | 3                 |
| 1977 | Мопассан Ги де                     | 7                 |
| 1977 | Станюкович К. М.                   | 10                |
| 1977 | Шевченко Т. Г.                     | 4                 |
| 1978 | Маяковский В. В.                   | 12                |
| 1978 | Стендаль                           | 12                |
| 1979 | Горький М.                         | 16                |
| 1979 | Некрасов Н. А.                     | 4                 |
| 1979 | Фадеев А.                          | 4                 |
| 1980 | Грин А. С.                         | 6                 |
| 1980 | Серафимович А. С.                  | 4                 |
| 1980 | Твен М.                            | 8                 |
| 1980 | Толстой А. К.                      | 4                 |
| 1980 | Тютчев Ф. И.                       | 2                 |
| 1981 | Байрон Дж.                         | 4                 |
| 1981 | Лесков Н. С.                       | 5                 |
| 1981 | Пушкин А. С.                       | 10                |
| 1981 | Стивенсон Р.-Л.                    | 5                 |
| 1982 | Достоевский Ф. М.                  | 12                |
| 1982 | Купер Ф.                           | 7                 |
| 1982 | Куприн А. И.                       | 5                 |
| 1983 | Есенин С.                          | 3                 |
| 1983 | Мериме П.                          | 4                 |
| 1983 | Роллан Р.                          | 9                 |
| 1983 | Шишков В.                          | 8                 |
| 1984 | Гоголь Н. В.                       | 8                 |
| 1984 | Крылов И. А.                       | 2                 |
| 1984 | Майков А. Н.                       | 2                 |
| 1984 | Толстой Л. Н.                      | 12                |
| 1985 | Вересаев В.                        | 4                 |
| 1985 | Верн Ж.                            | 8                 |
| 1985 | Чехов А. П.                        | 12                |
| 1986 | Бажов П.                           | 3                 |
| 1986 | Гайдар А. П.                       | 3                 |
| 1986 | Драйзер Т.                         | 12                |
| 1986 | Панфёров Ф.                        | 6                 |
| 1987 | Макаренко А.                       | 4                 |
| 1987 | Серафимович А. С.                  | 4                 |
| 1987 | Толстой Л. Н.                      | 12                |
| 1987 | Фадеев А.                          | 4                 |
| 1988 | Бунин И. А.                        | 4                 |
| 1988 | Горбатов Б.                        | 4                 |
| 1988 | Гюго В.                            | 6                 |
| 1988 | Салтыков-Щедрин М. Е.              | 10                |
| 1989 | Замятин Е.                         | 1                 |
| 1989 | Лесков Н. С.                       | 12                |
| 1989 | Стейнбек                           | 6                 |
| 1989 | Шмелёв И.                          | 1                 |
| 1989 | Ян. В.                             | 4                 |
| 1990 | Ахматова А. А.                     | 2                 |
| 1990 | Вересаев В. В.                     | 4                 |
| 1990 | Мережковский Дм.                   | 4                 |
| 1990 | Набоков В.                         | 4                 |
| 1990 | Скотт В.                           | 8                 |
| 1990 | Чуковский К. И.                    | 2                 |
| 1991 | Алданов М.                         | 6                 |
| 1991 | Библиотека юмора и сатиры          | 3                 |
| 1991 | Дюма А.                            | 15                |
| 1992 | Волконский М.                      | 4                 |
| 1992 | Моруа А.                           | 6                 |
| 1992 | По Э.                              | 4                 |
| 1992 | Рид М.                             | 8                 |
| 1992 | Сю Э.                              | 6                 |
| 1993 | Дойл, Артур Конан                  | 4                 |

Народная библиотека «Огонька»:
- 2007 : Этимологический словарь русского языка. 4 т.; Аверченко А. 6 т.; Алданов М. 8 т.; Беляев А. 6 т.; Брэм А. Э. 3 т.; Горький М. 6 т.; Киплинг Р. 6 т.; Лесков Н. 7 т.; Носов Н. 5 т.; Пришвин М. 6 т.; Сандему М. 12 т.; Семёнов Ю. 12 т.; Сааведра М. 5 т.; Соколов-Микитов И. 3 т.; Тысяча и одна ночь. 8 т.; Авенариус В. 5 т.; Афанасьев А. 5 т.; Волков А. 4 т.; Гиббон Э. 7 т.; Гранин Д. 5 т.; Долгополов И. 6 т.; Колетт С-Г. 7 т.; Купер Д. 9 т.; О’Генри. 5 т.; Островский А. 6 т.; Ремарк Э. М. 8 т.; Сабанеев Л. 8 т. ; Сабатини Р. 10 т.; Сандему М. 12 т.; Сименон Ж. 10 т.; Сю Э. 4 т.; Тэффи. 5 т.; Фолкнер У. 6 т.; Чарская Л. 5 т.; Чуковский К. 5 т.
- 2008 : Универсальный словарь. 4 т.; Детская энциклопедия. 10 т.; Энциклопедия «Великий час океанов». 5 т.; Андерсон Х-К. 4 т.; Блок А. 6 т.; Бунин И. 9 т.; Грин А. 6 т.; Мериме П. 5 т.; Монтень М. 3 т.; Родари Д. 4 т; Софья де Сегюр. 5 т.; Соловьёв В. 9 т.; Уэдсли О. 6 т.; Флеминг Я. 7 т.; Хаггард Г. 12 т.; Ян В. 5 т.; Герцен А. 5 т.; Гоголь Н. 7 т.; Кассиль Л. 5 т.; Манн Т. 8 т.; Похлебкин В. 6 т.
- 2009 : Амфитеатров А. 8 т.; Библиотека античной литературы. 10 т.; Буссенар Л. 10 т.; Гарт Б. 6 т.; Гофман Э. 8 т.; Ефремов И. 8 т.; Закон Божий. 5 кн.; Казанова Д. 2 т.; Куприн А. 9 т.; Невчволодов А. 4 т.; Ренан Ж. 7 кн.; Сальгари Э. 7 т.; Сказки народов мира. 10 кн.; Хруцкий Э. 10 т.; Шварц Е. 5 т.; Бальмонт К. 7 т.; Библиотека античной литературы. 10 т. (Серия вторая); Верн Ж. 10 т.; Грин А. 6 т.; Габриэле Д’Аннунцио. 6 т.; Достоевский Ф. 10 т.; Йокаи М. 8 т.; Максимов С. 7 т.; Некрасов Н. 7 т.; Рид Т. 8 т.; Стриндберг Ю. 5 т.

Обложки журнала
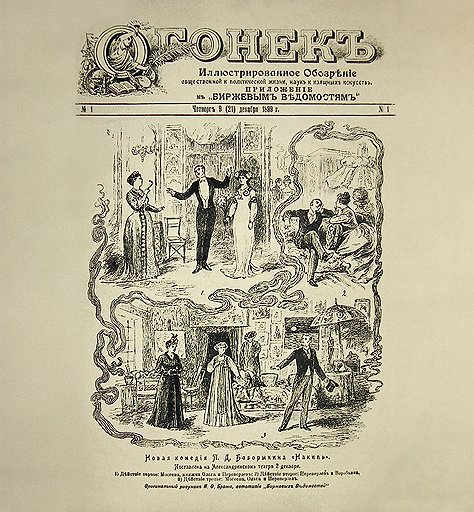
Обложка первого номера «Огонька» (приложения к «Биржевым ведомостям»), 1899 год
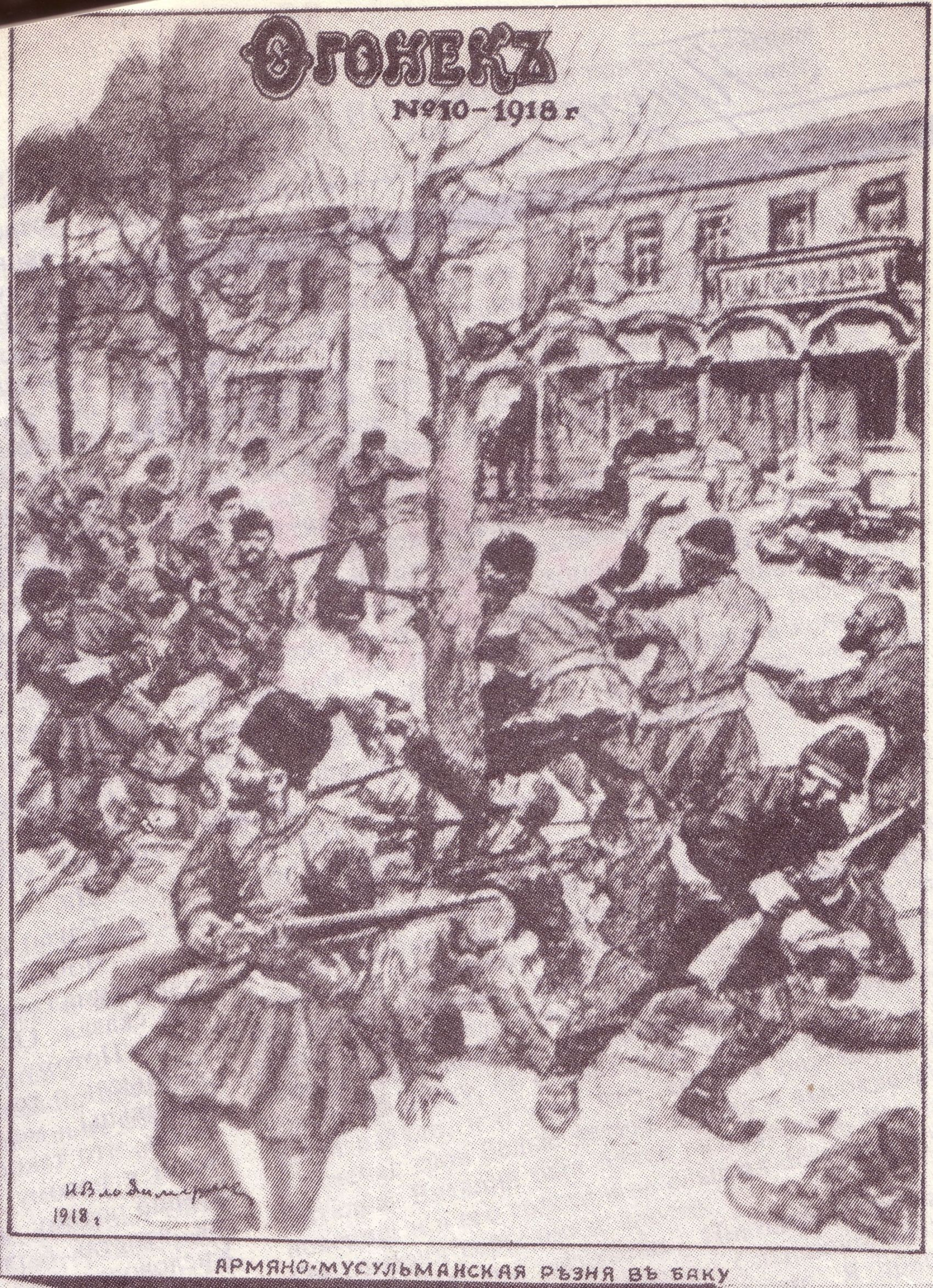
Один из последних перед закрытием в 1918 году номеров — № 10
Сталин и Горький. Обложка журнала 1934 года
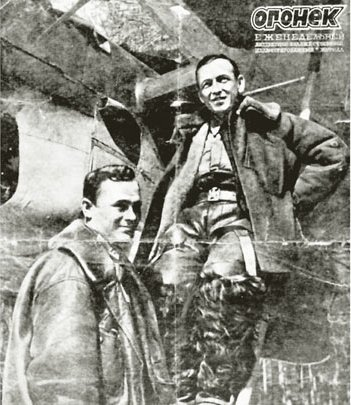
Обложка 1942 года с Э. Пусэпом

## Адреса редакции
- 1899 — типография Проппера, Санкт-Петербург, улица Галерная, дом № 40.
- 1923—1938 — Страстной бульвар — в бывшем доме потомственной почётной гражданки С. И. Елагиной (ныне Страстной бульвар, дом № 11, строение № 1)[23]

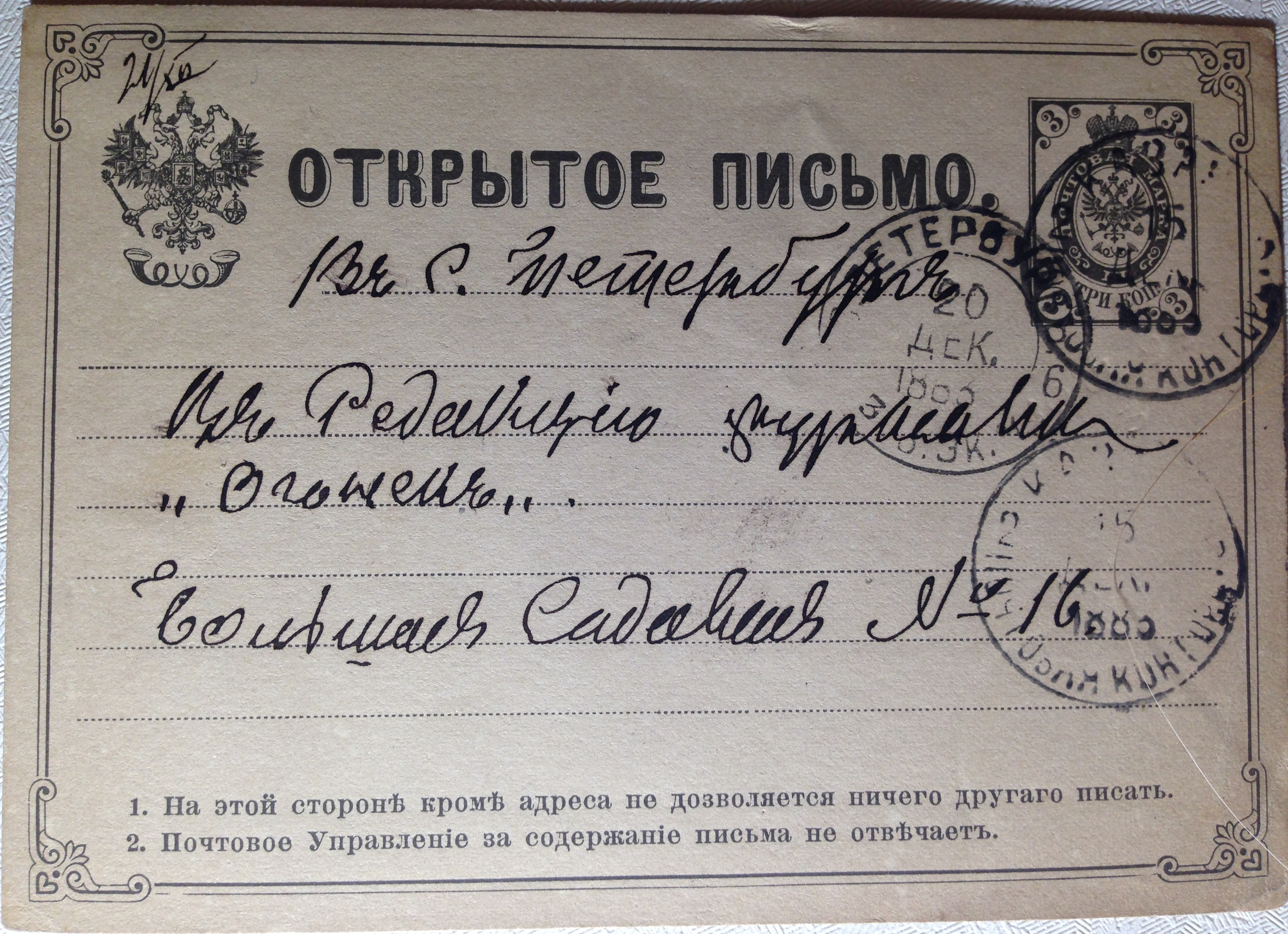

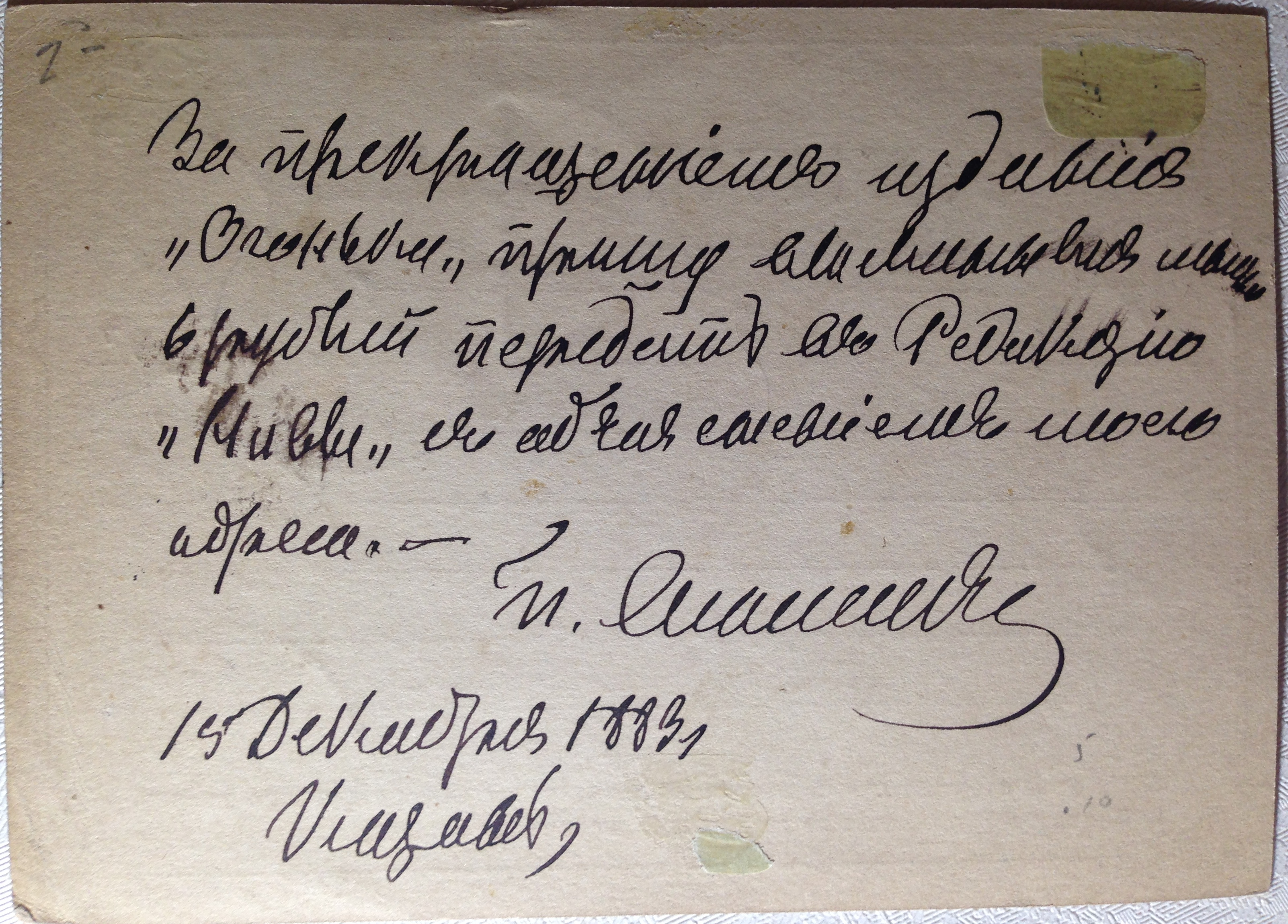

Самым неоднозначным автором журнала в его юбилейной рубрике в 2019 году назывался Яков Григорьевич Блюмкин.
Журнал «Огонёк» упоминался в ряде советских и российских художественных фильмов:
- Авария, дочь мента — герой Николая Пастухова, дед Валерии по прозвищу «Авария», ругая свою внучку, произносит: «Начиталась „Огоньков“ своих, писатели пишут, а она тоже мне, разинула свой рот…»[25]